# Marina Kislova
Marina Vladimirovna Kislova (in russo Марина Владимировна Кислова?; 7 febbraio 1978) è un'ex velocista russa.

## Palmarès

### Mondiali
- 1 medaglia:
  - 1 bronzo (Parigi 2003 nella staffetta 4x100 metri)

### Europei indoor
- 1 medaglia:
  - 1 argento (Vienna 2002 nei 60 metri piani)

## Altre competizioni internazionali
2000
- Coppa Europa di atletica leggera ( Gateshead)

2001
- Coppa Europa di atletica leggera ( Brema)

2002
- Coppa Europa di atletica leggera ( Annecy)

2003
- Coppa Europa di atletica leggera ( Firenze)